# 西海大桥
西海大桥（韓語：서해대교）是一座位于韩国的双塔斜拉桥，跨越牙山湾，连接京畿道平泽市浦升邑与忠清南道唐津市松岳邑。该桥承载双向六车道的西海岸高速公路，于1993年11月开始修建，2000年11月建成通车，耗资6,777亿韩元。

## 设计和建造
大桥全长7,310米，总宽34米；主桥长990米，由长870米的三跨斜拉桥和两个各长60米的端跨组成，斜拉桥主跨长470米，两个边跨各长200米，主跨通航净空高度为62米，桥塔自承台以上高度为179.578米。 整座大桥由三种桥型组成：斜拉桥（990米），混凝土箱型连续梁桥（5,820米，采用预制节段拼装法施工） ，混凝土箱型板梁桥（500米，采用悬臂法施工）。大桥可承受65米/秒的风速。
- 业主：韩国道路公社
- 建筑商：大林产业株式会社、乐金建设株式会社
- 监理：大宇工程建设公司

## 事故
1999年8月5日，大桥南段高架引桥的一部分在施工中发生坍塌。